# 最勝院 (我孫子市)
最勝院（さいしょういん）は、千葉県我孫子市にある真言宗豊山派の寺院。

## 歴史
1592年（天正20年）に開山された。その後火災に遭い衰微したが、1741年（寛保元年）に祐意によって中興された。この時に本尊や厨子を新調したという。
1783年（天明3年）に同市中峠の龍泉寺の末寺となっている。
境内には大師堂がある。1810年（文化7年）に小林一茶が訪れたとき、大師詣で賑わっていたという。この大師堂は1904年（明治37年）に改築されている。

## 交通アクセス
- 天王台駅より徒歩15分。